# Thorectes geminatus
Thorectes geminatus is een keversoort uit de familie mesttorren (Geotrupidae). De wetenschappelijke naam van de soort werd in 1839 gepubliceerd door Gene.